# المسرب
المسرب یک منطقهٔ مسکونی در سوریه است که در استان دیرالزور واقع شده‌است.

## خصوصیات
المسرب ۴٬۸۳۳ نفر جمعیت دارد.